# Boutaleb
Boutaleb (em árabe: بوطالب) é uma comuna localizada na província de Sétif, Argélia. Sua população estimada em 2008 era de 9 456 habitantes.